# Lepidopetalum subdichotomum
Lepidopetalum subdichotomum är en kinesträdsväxtart som beskrevs av Ludwig Radlkofer. Lepidopetalum subdichotomum ingår i släktet Lepidopetalum och familjen kinesträdsväxter. Inga underarter finns listade i Catalogue of Life.